# Castillo de Navarrés
El castillo de Navarrés, en la provincia de Valencia, España, es una fortaleza de origen musulmán de pequeñas dimensiones, que se localiza en un cerro de escasa altura cercano a la población.
Es un asentamiento musulmán desde los primeros días de la dominación islámica; fue conquistado por Jaime I en 1244, durante su asedio a Xàtiva.
Sus primeros propietarios fueron la Familia Lauria, a partir de 1297, pasando después, en 1367 a Pascual Maçana; en 1387 fue comprado por Jaume Castellá. En 1448 se concede autorización para poblar el lugar de Navarrés, formándose la "BARONÍA DE NAVARRÉS", junto con otras poblaciones, siendo de la Familia Tolsá.
Posteriormente, en 1557 el Rey Felipe II otorgó a D. Pedro Luís Galcerán de Borja el título del "MARQUESADO DE NAVARRÉS".
Tras la expulsión de los moriscos en 1609, que en esta zona ocasionaron violentas revueltas, quedó prácticamente despoblado.
El Castillo presenta una morfología similar a las fortalezas de esta parte del Río Xúquer: pequeñas dimensiones y situado sobre un espolón rocoso que domina el cauce, adaptándose a la orografía de la cumbre.
Quedan pocos restos de él en la actualidad, destacando pequeños lienzos de muralla y dos de sus potentes cúbicos.